# دوار الشمس
الغبيراء أو عباد الشمس أو دوَّار الشمس نیل أو عباد الشمس السنوي  (باللاتينية: Helianthus annuus) هي نبتة بذور زيتية اسمها العلمي (باللاتينية: Helianthus annuus). استعملها الهنود الحمر كدقيق للخبز والحصول علي زيتها الذي يحتوي على الأحماض الدهنية الأساسية ومعظمها دهون غير مشبعة. لهذا يفيد في تخفيض الكولسترول بالدم. ويحوي فيتامين E وفولات ومغنيسيوم وزنك وحديد وفوسفور ونحاس وسيلينيوم. والزيت بهOmega-6 oil)) وهي لازمة لنمو الجسم ووظائفه ولا يصنعها. وبصفة عامة استهلاك زيوت أوميجا يمنع الأمراض ونقصها في الطعام يؤدي لأزمات قلبية وارتفاع في ضغط الدم ومرض السكر والتهاب المفاصل والسرطان وحالة ماقبل العادة الشهرية وفقدان الشعر وتصلب الشرايين والإكزيما. وزيت دوار الشمس به فيتامينات (A, D and E)، تقوي جهاز المناعة. ففيتامين A يفيد النظر الجلد والنمو ومضاد للأكسدة قوي ويمنع تلف الخلايا بالجسم والأعضاء وظهور الشيخوخة المبكرة. وفيتامين D لازم لنمو العظام والأسنان. وفيتامين E لازم لينشط الدورة الدموية ويحافظ علي الجلد وعلى القدرة علي الإخصاب. والبذور تدر البول. ومغلي جذور دوار الشمس طارد للديدان.
يعد محصول زهرة الشمس ثالث أهم محصول زيتي في العالم.
أحد نباتات العائلة المركبة، يتميز دوار الشمس بأزهاره الكبيرة الشعاعية التي تدور مع الشمس أينما دارت؛ ولذلك سمى دوار الشمس، ويستنبت كنبات زينة، وتؤكل بذوره كمسليات. تحتوى بذور دوار الشمس على جلوكسيدات، ونسبة 35 ـ 55 % زيت، وكميات قليلة من الفلورين، وفيتامينات (أ) و(ب)
استعمل الأطباء قديمًا بذور دوار الشمس كعلاج للملاريا، ولتخفيف كوليسترول الدم ومنع تصلب الشرايين. تحتوى بذور دوار الشمس (اللب) على مادة الفلورين التي تفيد في منع تسوس الأسنان. كما تحتوى على فيتامين (أ) ولذلك تفيد في علاج مرض العشى الليلي. يستعمل زيت بذور دوار الشمس في إعداد الأطعمة والمأكولاتز
ويقول رادكليف وهو اختصاصي تغذية إن من أفضل مصادر فيتامين (E) بذور دوار الشمس. كما أن اللوز والسبانخ وأوراق الخردل والفلفل الأخضر والأحمر تعد مصادر جيدة للحصول على (ألفا توكوفيرول). كما أن بذور دوار الشمس تقلل الإصابة بأمراض سرطان الرئة وهو مفيد للمدخنين وأردف قائلا إن بذور دوار الشمس غنية أيضا بالسلنيوم وهو عنصر غذائي مهم كما أن أوراق الخضراوات غنية بعناصر غذائية مفيدة.

## عسل دوار الشمس
- يعطي الهكتار الواحد 50 كيلو جرام عسل وهو واهب لحبوب اللقاح كثيرًا وتشكل حبوب اللقاح نواة تجمد شتاءً مما يسيئ لخواصه الفيزيائية.

## مناطق تواجد دوار الشمس
- بدأت زراعة محصول زهرة دوار الشمس تتسع في اليمن، بعد أن نجحت تجارب زراعته في عدد من المناطق والمحافظات، ووضعته أهميته الاقتصادية الدولية كمحصول نقد.

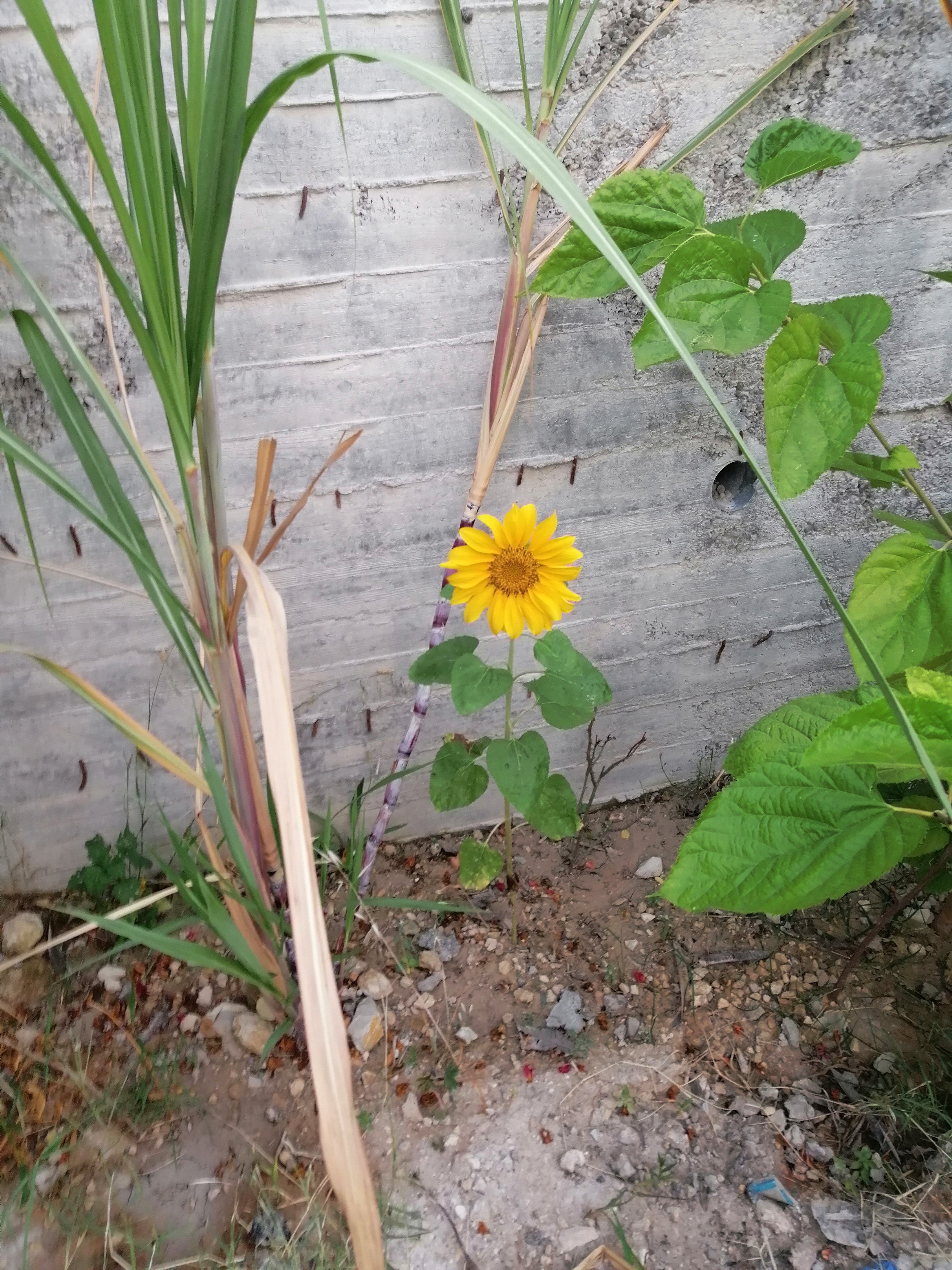
نبات زهرة تباع الشمس بأوراقها الصفراء وبجانبها قصب السكر

## مكونات دوار الشمس
- نبات دوار الشمس من نباتات العائلة المركبة له جذر وتدي و ساق أسطوانية مغطاة بزغب وعليها أوراق عريضة ذات عنق، والنورة تسمى القرص وهي مكونة من أزهار شعاعية وأنبوبية.

## الظروف المناخية
- ويساهم تعدد وتنوع الظروف الطبيعية السائدة في اليمن وتباين هذه الظروف من إقليم لآخر في إطار الإقليم نفسه؛ في توفيرالاحتياجات البيئية والمناخية الملائمة لنجاح زراعة وإدخال ونشر محاصيل جديدة بما يحقق التكثيف الزراعي مثل زهر عباد الشمس.

 تصريحات بإيجاد حلول : رغم ما يعترض عملية ادخال ونشر محاصيل جديدة من مشكلات، إلا أن الأستاذ/ عبده محمد السقاف -مدير عام المؤسسة العامة-لإكثار البذور، يؤكد في حديث لوكالة الأنباء اليمنية (سبأ) أنه يمكن من خلال تبني أسلوب التوطين لمحاصيل جديدة إيجاد
حلول ومعالجات لكثير من المشكلات والمعوقات وبوجه خاص محدودية الموارد المائية المتاحة ومشكلات التسويق والتصدير
لمحاصيل الخضار والفاكهة ومشكلة عدم توفر مواد أولية زراعية للصناعات الغذائية القائمة كصناعة الزيوت.
 زراعة دوار الشمس في جزء من الوطن العربي 
ومن خلال مشروع تحسين المحاصيل الزيتية أدخلت أوائل الهجن والأصناف المفتوحة من السودان في بداية الثمانينات ونظراً
لغياب المعرفة بالمحصول وعدم وضوح السياسة الزراعية تجاه الحبوب الزيتية (ماعدا القطن) فإن البحوث توقفت غير أن
زراعة زهرة عباد الشمس ظلت مقتصره على استخدامها كسياج بين المحاصيل أو إنتاج (الزعقة) استمر في مناطق

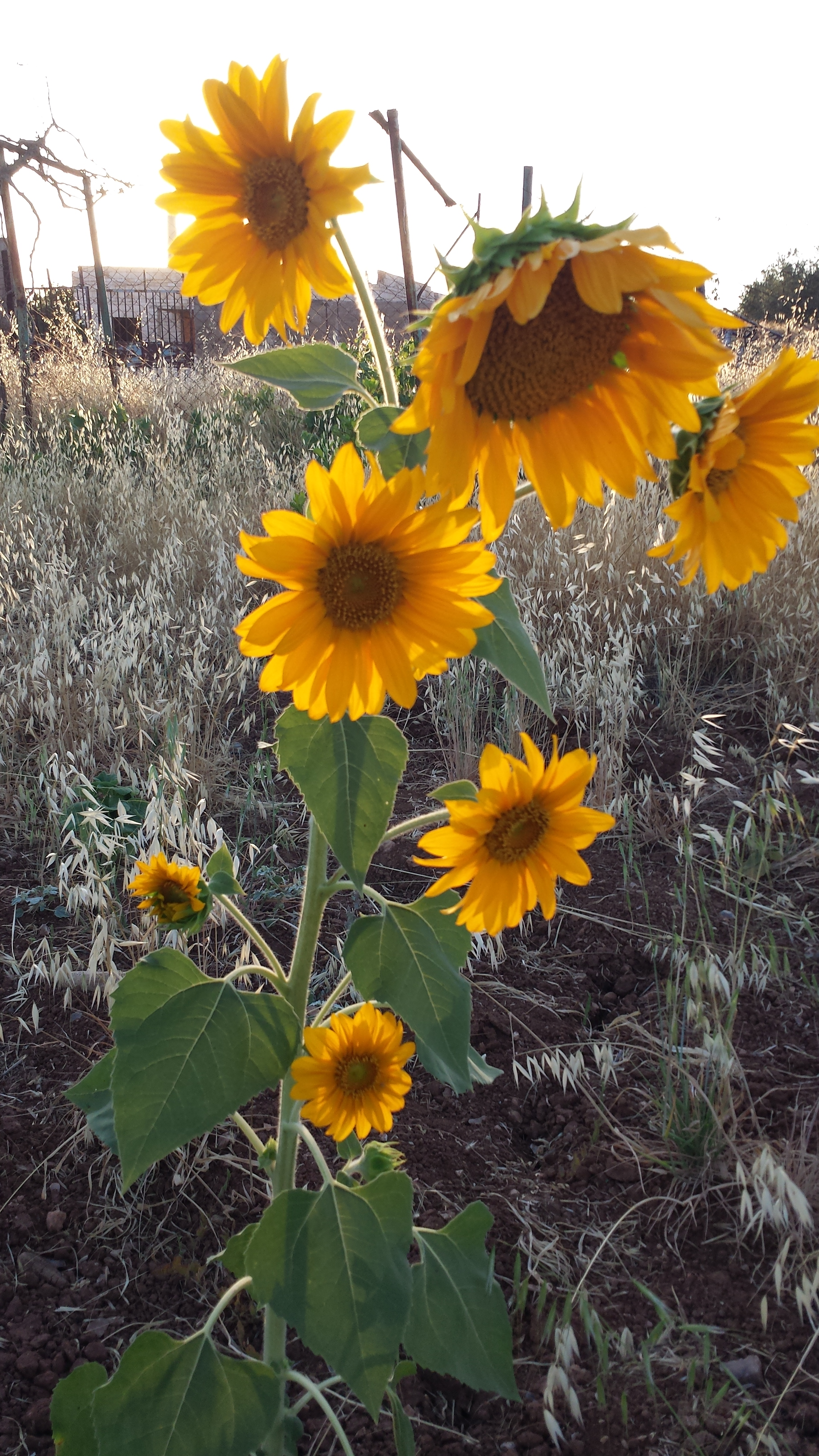
زهرة دوار الشمس في مزرعة في الاردن

حضرموت.

## تجارب زراعة الزهرة
- وكانت تجارب زراعة محصول زهرة دوار الشمس قد بدأت في اليمن أوائل السبعينات عندما أدخلت بعض الأصناف المفتوحة في

منطقة تعز وانتقلت التجارب إلى محطة أبحاث الكود.
- وبرزت أول عملية زرع محصول زهرة دوار الشمس في العام 75م/76م بمحطة أبحاث الكود في أبين وتوالت بعد ذلك تنفيذ

التجارب البحثية من خلال اختيار بعض الأصناف الروسية في مزرعة سر دود الموسم الزراعي 81م/82م.
وفي الموسم 85م/86م تم إدخال صنفين روسيين في محطتي سرد ود وزبيد ,بينما تم في الموسم 91م/92م إدخال مجموعة
من الأصناف والهجن وأجريت عدة تجارب حقلية في محطات الكود وسر دود ومأرب.
وأجريت في موسم 95م/96م عدة تجارب حقلية لعدد من الأصناف والهجن في محطات الكود وسر دود تحت ظروف الزراعة

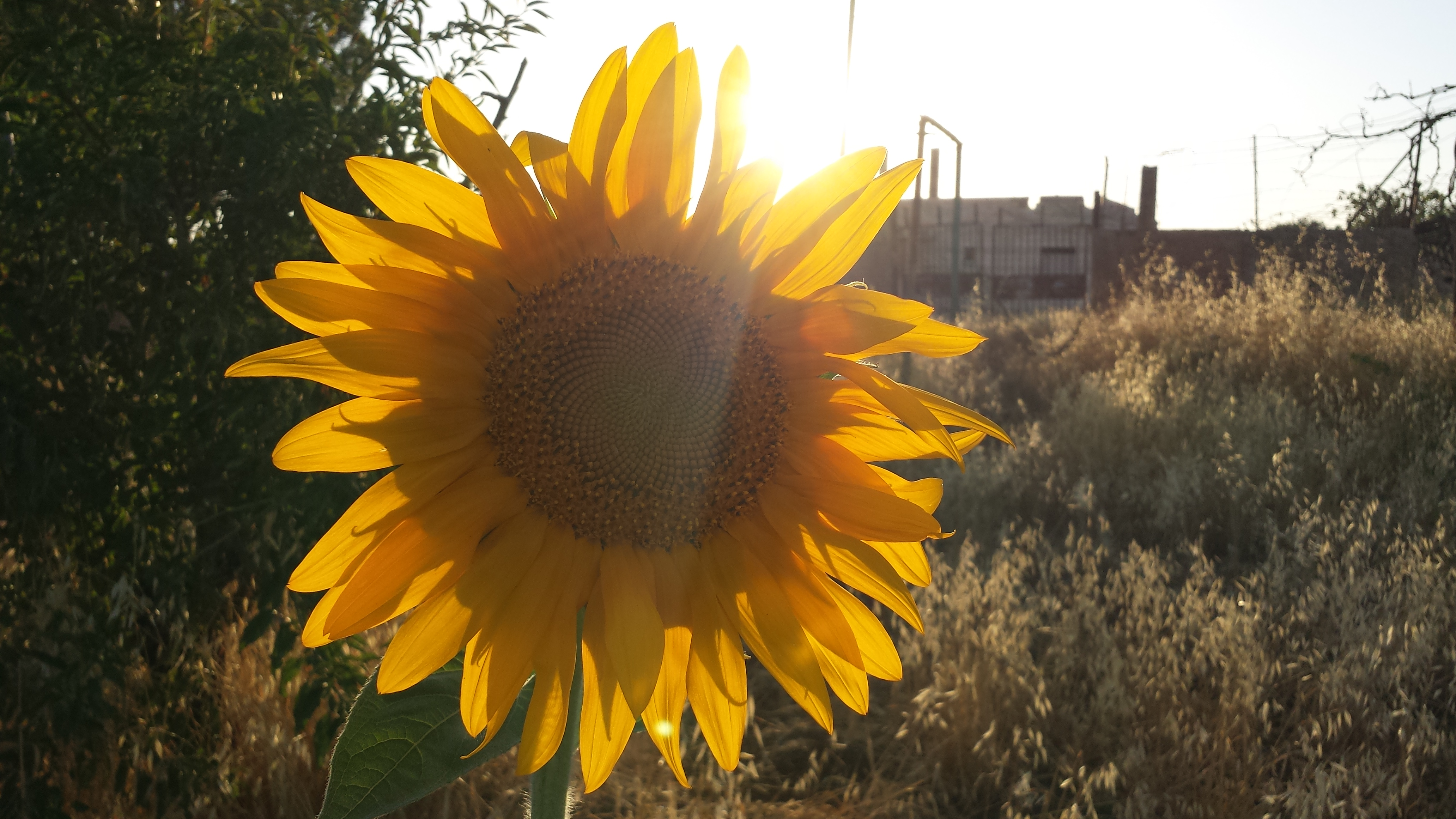
تفاصيل زهرة عباد الشمس الرائعة.. ترمي الظلام خلفها..لتتجه نحو النور

بواسطة السيول والزراعة المروية.

## وصلات خارجية
- الاتحاد الوطني لزهرة الشمس